# Rivera de Montemayor
Rivera de Montemayor är ett vattendrag i Spanien.   Det ligger i provinsen Provincia de Huelva och regionen Andalusien, i den sydvästra delen av landet, 400 km sydväst om huvudstaden Madrid.